# Президентски избори в Бразилия от 1898 г.
Изборите за президент на Бразилия от 1898 г. са третите президентски избори в Бразилия, проведени след отмяната на монархията, и вторите преки избори за държавен глава и ръководител на правителството.
Провеждат се на 1 март 1898 г. във всички тогавашни щати на Бразилия и във Федералния окръг, обхващат Рио де Жанейро. Изборите от 1898 г. са спечелени от кандидата на Паулистката републиканска партия Кампос Салес.

## Старата република (1891 – 1930)
Съгласно първата Конституция на Бразилия, действала през целия период на Старата република (1891 – 1930 г.), изборите за президент на Републиката се провеждат на 1 март, веднъж на 4 години. Президентът се избира чрез преки избори, на които право да гласуват имат единствено мъжете, навършили 21 години, които са грамотни, не заемат религиозни длъжности и не са военни. Въпреки че Конституцията все пак дава избирателни права на сравнително широк кръг от граждани, традиционно малка част от тези лица гласуват на избори.
По време на Старата република двете най-силни политически партии през този период – Паулистката републиканска партия и Минейроската републиканска партия – често се съюзяват, за да защитават интересите си и да се редуват във властта, така че двете партии най-често сформират правителствата до 1930 г., когато алиансът им се разпада. Тази доминираща роля на двете партии в политическия живот на Старата република често се определя като Политика на кафе с мляко.
През епохата на Старата република вотът на изборите не е таен и често се провежда при условията на груба намеса и машинации от страна на коронелите – лица, които осъществяват общинската и военната власт по места. Използвайки механизмите на патронаж-клиентелизма, установен в икономическия и политическия живот в провинцията, коронелите извършват изборни фалшификации или принуждават гласоподаватели да гласуват за определени кандидати, което прави невъзможно предоставянето на коректни изборни резултати. Най-честите нарушения по изборите през този период си остава пускането на допълнителни бюлетини в избирателните урни. Друг феномен е гласуването за лица, които не са се кандидатирали за президент – тъй като гласоподавателите са свободни да изписват имената на подкрепения от тях кандидат върху празна бюлетина, често те предпочитат да посочат името на свой приятел или на известна личност. Така, например, Руй Барбоза получава гласове на всички избори до смъртта си през 1923 г., въпреки че официално участва в президентската надпревара само два пъти.

### Канидати
За президентския пост на изборите от 1989 г. официално се конкурират двама претенденти, чиито кандидатури са издигнати от Паулистката републиканска партия и Федералната републиканска партия. Кандидатът на ПРП е Кампос Салес, бивш губернатор на щата Сао Пауло, чиято кандидатура е издигната с подкрепата на тогавашния президент Пруденте де Морайс. ФРП от своя страна издига кандидатурата на Лауро Содре, губернатора на Пара (1891 – 1896), който се ползва с подкрепата на флорианистите и позитивистите.
Въпреки че кандидат-президентите официално са двама, в списъка с изборните резултати фигурират около 100 души, чиито имена са били изписани върху бюлетини, намерени в урните. Така, например, гласове получват граф Гастон Орлеански, съпруг на принцеса Изабела, виконтът на Оуро Прето и английският банкер барон Ротшилд. Традиционно тези лица, свързани с периода на монархията, получават гласове в знак на протест срещу републиката.
Кандидатите за вицепрезидентския пост също са двама, но в резултатите са посочени около 169 имена, получили гласове в своя подкрепа. Основнта битка за поста обаче се води между Франсиско де Асис Роза е Силва от Федералната републиканска партия и Фернандо Лобо Лейте Перейра, бивш министър на вътрешните и външните работи при управлението на Флориано Пейшото.

### Резултати
На изборите от 1898 г. право на глас имат около 1 168 000 души от населението на страната, което по това време наброява около 16 500 000. Пред урните на 1 март 1898 г. се явяват около 470 000 души, което е 2,5% от населението на страната. Резултатите от вота са представени на 29 юни същата година:
| Избори за президент на Бразилия от 1898 г. | Избори за президент на Бразилия от 1898 г. | Избори за президент на Бразилия от 1898 г. | Избори за вицепрезидент на Бразилия от 1898 г. | Избори за вицепрезидент на Бразилия от 1898 г. | Избори за вицепрезидент на Бразилия от 1898 г. |
| Кандидат                                   | Гласове                                    | Проценти                                   | Кандидат                                       | Гласове                                        | Проценти                                       |
| ------------------------------------------ | ------------------------------------------ | ------------------------------------------ | ---------------------------------------------- | ---------------------------------------------- | ---------------------------------------------- |
| Кампос Салес                               | 420 280(a)                                 | 91,52%(a)                                  | Франсиско де Асиз Роза е Силва                 | 412 074(c)                                     | 89,45%(c)                                      |
| Лауро Содре                                | 38 929                                     | 8,48%                                      | Фернандо Лобо Лейте Перейра                    | 40 629                                         | 8,81%                                          |
| Жулио де Кастильос                         | 623                                        | 0,13%                                      | Луис Виана                                     | 1859                                           | 0,40%                                          |
| Дионисио Евангелиста де Кастро Серкейра    | 454                                        | 0,09%                                      | Кинтино Бокаюва                                | 1843                                           | 0,40%                                          |
| Други                                      | 1661                                       | 0,35%                                      | Други                                          | 4263                                           | 0,92%                                          |
| Валидни гласове                            | Валидни гласове                            | 462 118                                    | Валидни гласове                                | Валидни гласове                                | 460 668                                        |
| Невалидни гласове                          | Невалидни гласове                          | 7812                                       | Невалидни гласове                              | Невалидни гласове                              | 9332                                           |
| Общо                                       | Общо                                       | 470 000                                    | Общо                                           | Общо                                           | 470 000                                        |
| Източник:Fonte:                            |                                            |                                            |                                                |                                                |                                                |

Важно:Данните не са надеждни.